# 巴萨里人
巴萨里人居住于非洲的塞内加尔、冈比亚、几内亚和几内亚比绍等国，总人口约10,000到30,000。巴萨里人多集中在塞内加尔-几内亚的边境处，如凯杜古区的凯杜古西南。这一聚落用巴萨里语表示为“liyan”。
巴萨里人使用当地语言称呼自己为“a-liyan”，复数形式为“bi-liyan”。种群中的多数为万物有灵论者，但有少数基督徒（天主教和新教均有），此外还有极少数信仰巴萨里当地文化和伊斯兰教的人。巴萨里人和居住在富塔贾隆高地的富拉尼人关系较近 。